# Piotr Budniak
Piotr Budniak (ur. 15 maja 1991 roku w Świebodzinie) – polski perkusista i kompozytor, związany głównie z muzyką jazzową. W latach 2012 – 2014 członek zespołu LemON, później perkusista jazzowy, udzielający się w innyh zespołach. Laureat konkursów krajowych i zagranicznych.

## Życiorys
Wychowywał się w Zielonej Górze, gdzie w 2005 roku ukończył Państwową Szkołę Muzyczną I stopnia im. Mieczysława Karłowicza. W wieku 15 lat zadebiutował na Międzynarodowym Konkursie Młodych i Debiutujących Zespołów Jazzowych „Jazz Juniors” w Krakowie, zdobywając II miejsce ze swoim pierwszym zespołem Piotr Budniak Quintet.
W 2010 roku rozpoczął studia w Instytucie Muzyki Uniwersytetu Zielonogórskiego na kierunku Jazz i Muzyka Estradowa, jednak po roku przeniósł się na Akademię Muzyczną im. Karola Szymanowskiego w Katowicach do klasy perkusji prowadzonej przez dra Adama Buczka, którą ukończył w 2014 roku z tytułem licencjata. 
W latach 2012 – 2014 był członkiem zespołu LemON, z którego odszedł, aby realizować autorską wizję muzyki, powołując tym samym do życia swój nowy sekstet – Piotr Budniak Essential Group. Od 2013 roku współtworzy także zespół Reaktywacja wykonujący muzykę chrześcijańską.
W roku 2016 uzyskał tytuł magistra na Akademii Muzycznej w Krakowie, gdzie studiował w klasie dra Łukasza Żyty.
Koncertował z takimi artystami, jak: Tomasz Stańko, Janusz Muniak, Zbigniew Namysłowski, Piotr Wojtasik, Piotr Wyleżoł, Artur Majewski, Jeff Parker, Rob Mazurek, Adam Larsson, Troy Roberts, David Doružka, Mike Russell czy Corcoran Holt, Adam Sztaba, Bracia, czy Michał Sobierajski Na stałe współtworzy wiele zespołów z rówieśnikami, m.in.: Adam Jarzmik Quintet, Kasia Pietrzko Trio, Klara Cloud & The Vultures, The Forest Tuner, Dániel Varga Eastern European Quartet.

## Nagrody i wyróżnienia
- 2006: Jazz Juniors, Kraków – II Nagroda (Piotr Budniak Quintet)
- 2008: EuropaFest, Bukareszt – Nagroda „Najlepszy Zespół” (The Conception)
- 2010: RCK Pro Jazz, Kołobrzeg – Nagroda indywidualna
- 2010: RCK Pro Jazz, Kołobrzeg – Wyróżnienie zespołowe (JazzMS)
- 2011: RCK Pro Jazz, Kołobrzeg – Nagroda indywidualna
- 2012: Must Be The Music: Tylko Muzyka – zwycięstwo (LemON)[2]
- 2012: Stypendium Artystyczne Prezydenta Miasta Zielona Góra
- 2013: Złota Płyta dla albumu „LemON” (LemON)
- 2013: Nominacja do Nagrody Polskiej Akademii Fonograficznej „Fryderyki 2013” w kategorii debiut roku (LemON)
- 2013: Eska Music Awards – zwycięstwo w kategorii Najlepszy Album (LemON)
- 2013: Platynowa Płyta dla albumu „LemON” (LemON)
- 2013: Azoty Tarnów Jazz Contest, Tarnów – Wyróżnienie zespołowe (Loyeoje)
- 2014: Azoty Tarnów Jazz Contest, Tarnów – Nagroda indywidualna „Największy Talent Festiwalu"
- 2014: Azoty Tarnów Jazz Contest, Tarnów – Wyróżnienie zespołowe (Apprentice)
- 2014: Jazz Juniors, Kraków – Grand Prix (Darek Dobrszczyk Trio)
- 2015: Jazzowy Debiut Fonograficzny Instytutu Muzyki i Tańca (Franciszek Raczkowski Trio)[3]
- 2015: RCK Pro Jazz, Kołobrzeg – IV Nagroda (Piotr Budniak Essential Group)
- 2015: RCK Pro Jazz, Kołobrzeg – III Nagroda (The Forest Tuner)
- 2015: Stypendium Artystyczne Prezydenta Miasta Zielona Góra[4]
- 2015: Jazz Juniors, Kraków – III Nagroda (Piotr Budniak Essential Group)
- 2015: „JAZZ TOP” czytelników pisma Jazz Forum – III Miejsce w kategorii Nowa Nadzieja[5]
- 2016: B-Jazz Competition, Leuven – III Nagroda (Maciej Wojcieszuk Quintet)
- 2016: Jazz Nad Odrą, Wrocław – II Nagroda (Adam Jarzmik Quintet)
- 2016: Jazzowy Debiut Fonograficzny Instytutu Muzyki i Tańca (The Forest Tuner)[6]
- 2016: Jazz Jantar, Gdańsk – Nagroda główna (Klara Cloud & The Vultures, Franciszek Raczkowski Trio)
- 2016: „International Jazz Contest”, Zilina – II Nagroda (Adam Jarzmik Quintet)
- 2016: Blue Note Jazz Competition, Poznań – Grand Prix (Adam Jarzmik Quintet)
- 2017: Bielska Zadymka Jazzowa, Bielsko-Biała – Grand Prix (Adam Jarzmik Quintet)
- 2017: Jazz Nad Odrą, Wrocław – Grand Prix (Adam Jarzmik Quintet)

## Dyskografia
- 2012: „LemON” – LemON (EMI Music Poland)
- 2014: „Live At Wrocławski Klub Anima” – Mike Russell feat. Kłos & Dąbrowski Project (Funky Flow)
- 2015: „Simple Stories About Hope And Worries” – Piotr Budniak Essential Group (Soliton)
- 2015: „Apprentice” – Franciszek Raczkowski Trio (For Tune)
- 2016: „Tunes” – The Forest Tuner (SJ Records)
- 2017: „Euphoria” – Adam Jarzmik Quintet (Audio Cave)
- 2017: „Świt” – Early Birds (Hevhetia)
- 2017: „Into the Life” – Piotr Budniak Essential Group (SJ Records)
- 2017: „Forthright Stories” – Kasia Pietrzko Trio (Kasia Pietrzko)
- 2017: „here” – Julia Kania (SJ Records)
- 2018: „Z chodnika do radioodbiornika” – Parnas Brass Band (Katowice Miasto Ogrodów)
- 2018: „The Days of Wine and Noises – Live in Zielona Góra” – Piotr Budniak Essential Group (Inetive Records)
- 2018: "Kolędy" – Nikola Lipska
- 2019: "Notes Of Life" – Marcelina Gawron (SJ Records)
- 2019: "On The Way Home" – Adam Jarzmik Quintet feat. Mike Moreno (Audio Cave)
- 2019: "VAUNA" – Klara Cloud & The Vultures (Challenge Records Intrernational)
- 2020: "Ephemeral Pleasures" – Kasia Pietrzko Trio (Kasia Pietrzko)